# 反鳥類
反鳥類（學名：Enantiornithes）又名反鳥亞綱，是已經滅絕的原始鳥類，也是中生代數量與種類最多的初鳥類，從化石中發現的證據來看，在白堊紀中期和後期，以非常長的時間佔據著天空中的中低生態位，種類多元、大小各異，已呈現出高度的輻射演化。
幾乎所有的反鳥類都仍保留著牙齒以及翅膀上的爪，但除此之外，反鳥類在外觀上看起來皆與現代鳥類極為相似。 超過八十種反鳥類已被命名，然而其有些證據僅來自單一化石紀錄，因此很可能有部份種類的名稱是無效的。反鳥類在白堊紀-古近紀邊界處與其他非鳥類恐龍一起滅絕。

## 分類
反鸟亚纲
- 基干种类和未定种
  - 查布华夏鸟（"Cathayornis" chabuensis）：生存於早白垩紀的中国查布，可能屬於华夏鸟类。
  - 大平房鸟（Dapingfangornis）：生存於早白垩紀。
  - Enantiornithes gen. et sp. indet. CAGS-IG-02-0901：在中国马鬃山的早白堊紀下沟组發現。
  - Enantiornithes gen. et sp. indet. CAGS-IG-04-CM-023：在中國昌馬的早白堊紀下沟组發現。[1]
  - 火山鸟（Huoshanornis）：在中國朝陽市的早白堊紀九佛堂组發現。
  - 辽西鸟（"Liaoxiornis"）：生存於早白垩世紀。
  - 琥珀鳥（Elektorornis）：生存於晚白堊紀，發現於緬甸的琥珀之中[2]。
  - 鵬鳥屬（Pengornis）：在中國大平房的早白堊紀九佛堂组發現。
  - 沙鸟（Elsornis）：生存於晚白垩紀，接近于曲肩鸟。
  - Enantiornithes gen. et sp. indet.：生存於晚白垩紀的法國。[3]
  - Enantiornithes gen. et sp. indet. MCSNM V3882a：生存於晚白垩紀的黎巴嫩。
  - Enantiornithes gen. et sp. indet. MZ未編號：生存於晚白垩紀的巴西。
  - Enantiornithes gen. et sp. indet.  Patrick Mechin collection 606：生存於晚白垩紀的法國。[4]
  - 曲肩鸟（Flexomornis）：生存於晚白垩紀，接近于沙鳥。
- 真反鳥類（Euenantiornithes）
  - 基群
    - 始小翼鸟（Eoalulavis）：生存於早白垩紀。
    - 未定种
    - 尖嘴鸟（Cuspirostrisornis）：生存於早白垩紀。
    - Enantiornithes gen. et sp. indet. CAGS-IG-04-CM-007：生存於早白垩紀。[5]
    - 始反鸟（Eoenantiornis）：生存於早白垩紀。
    - 河北鸟（Hebeiornis）：生存於早白垩紀，有可能是裸名，與冀北鸟及细弱鸟是同一物種。
    - 大嘴鸟（Largirostrornis）：生存於早白垩紀。
    - 龙城鸟（Longchengornis）：生存於早白垩紀。
    - Enantiornithes gen. et sp. indet. RBCM.EH2005.003.0002：生存於晚白垩紀。[6]
    - 格日勒鸟（Gurilynia）：生存於晚白垩紀。
    - 勒库鸟（Lectavis）：生存於晚白垩紀。
    - 利尼斯鸟（Lenesornis）：生存於晚白垩紀。
    - 云加鸟（Yungavolucris）：生存於晚白垩紀。

  - 银河鸟科（Kuszholiidae）
    - 银河鸟（Kuszholia）：生存於晚白垩紀。

  - 阿克西鸟目（Alexornithiformes）
    - 阿克西鸟科（Alexornithidae）
      - 阿克西鸟（Alexornis）：生存於晚白垩紀。
      - 克孜勒库姆鸟（Kizylkumavis）：生存於晚白垩紀。
      - 土鸟（Sazavis）：生存於晚白垩紀。

  - 原羽鸟目（Protopterygiformes）
    - 原羽鸟科（Protopterygidae）[7]
      - 原羽鸟（Protopteryx）：生存於早白垩紀。[8]

  - 长翼鸟目（Longipterygiformes）
    - 长翼鸟科（Longipterygidae）
      - 长翼鸟（Longipteryx）：生存於早白垩紀。
      - 长嘴鸟（Longirostravis）：生存於早白垩紀。
      - 抓握鸟（Rapaxavis）：在中國朝陽的早堊紀九佛堂组發現。
      - 扇尾鸟（Shanweiniao）：在中國的早白堊紀义县组發現。

  - 伊比利亚鸟目（Iberomesornithiformes）
    - 伊比利亚鸟科（Iberomesornithidae）
      - Enantiornithes gen. et sp. indet. CAGS-IG-07-CM-001
      - 伊比利亚鸟（Iberomesornis）：生存於早白垩紀。
      - 诺盖尔鸟（Noguerornis）：生存於早白垩紀。

  - 华夏鸟目（Cathayornithiformes）
    - 真翼鸟科（Alethoalaornithidae）[9]
      - 真翼鸟（Alethoalaornis）：生存於早白垩紀。[9]

    - 华夏鸟科（Cathyornithidae）
      - 华夏鸟（Cathayornis）：生存於早白垩紀。
      - 始华夏鸟（Eocathayornis）：生存於早白垩紀。
      - 中国鸟（Sinornis）：生存於早白垩紀。

  - 戈壁鸟目（Gobipterygiformes）
    - 戈壁鸟科（Gobipterygidae）
      - 波罗赤鸟（Boluochia）：生存於早白垩紀。
      - 戈壁鸟（Gobipteryx）：生存於晚白垩紀。
      -  ?冀北鸟（Jibeinia）：生存於早白垩紀，可能與细弱鸟及河北鸟是同一物種。[10]
      - 细弱鸟（Vescornis）：生存於早白垩紀，可能與冀北鸟及河北鸟是同一物種。[11]

  - 反鸟目（Enantiornithiformes）
    - 反鸟科（Enantiornithidae）
      - 反鸟（Enantiornis）：生存於晚白垩紀。

    - 鸟龙鸟科（Avisauridae）
      - 鸟龙鸟（Avisaurus）：生存於晚白垩紀。
      - 矾鸟（Bauxitornis）：生存於晚白垩紀。
      - 昆卡鸟（Concornis）：生存於早白垩紀。
      - 反凰鳥（Enantiophoenix）
      - 海积鸟（Halimornis）：生存於晚白垩紀。
      - 太阳鸟（Intiornis）：生存於晚白垩紀。
      - 内乌肯鸟（Neuquenornis）：生存於晚白垩紀。
      - 姐妹鸟龙鸟（Soroavisaurus）：生存於晚白垩紀。

有时包括以下类群：
- 异齿鸟（Aberratiodontus）：生存於早白垩紀。
- 大凌河鸟（Dalingheornis）：在中國早白垩紀的義縣組大王杖子層發現。
- 副原羽鳥（Paraprotopteryx）：在中國丰宁早白垩紀的义县组發現。
- 威利鸟（Wyleyia）：生存於早白垩紀，可能是基干類群。
- 侏儒鸟（Nanantius）：生存於早至晚白垩紀。
- 曾祖鸟（Abavornis）：生存於晚白垩紀。
- 续存鸟（Catenoleimus）：生存於晚白垩紀。
- 发现鸟（Explorornis）：生存於晚白垩紀。
- 花剌子模鸟（Horezmavis）：生存於晚白垩紀的烏茲別克，有可能屬於戈壁鸟目。
- 卡冈杜亚鸟（Gargantuavis）: 生存於晚白垩紀。
- 栖息鸟（Incolornis）：生存於晚白垩紀。
- 神翼鸟（Apsaravis）：生存於晚白垩紀。
- 者勒鸟科（Zhyraornithidae）
  - 者勒鸟（Zhyraornis）：生存於晚白垩紀。

这三个种类 冀北鸟"Jibeinia", 细弱鸟"Vescornis", 和河北鸟 "Hebeiornis", 可能是同一物种.